# Puya venezuelana
Puya venezuelana är en gräsväxtart som beskrevs av Lyman Bradford Smith. Puya venezuelana ingår i släktet Puya och familjen Bromeliaceae. Inga underarter finns listade i Catalogue of Life.